# Kalapa
Kalapa, potrivit legendei budiste, este capitala Regatului Shambala, unde se spune că regele Kulika domnește pe tronul leului. Se spune că este un oraș extrem de frumos, cu un crâng de santali unde se află o uriașă mandala Kalachakra tridimensională realizată de regele Suchandra.
Orașul are forma unui pătrat și este înconjurat de ziduri confecționate din rubine. Intrarea în interior se face prin patru porți din pietre prețioase. Există 31 de pavilioane, fiecare dintre acestea fiind înconjurat de grădini și pâraie. Palatul regal din Kalapa are nouă etaje și se sprijină pe o platformă de perle în centrul orașului. Acoperișul și podeaua camerei regelui sunt realizate dintr-un cristal care radiază căldură.
Există două lacuri în formă de semilună pe două laturi ale orașului Kalapa.

## Legături externe
- Shambhala, the magic kingdom
- Kalachakra Kalapa Center - Buddhist retreat center in Austria Arhivat în 30 ianuarie 2014, la Wayback Machine.
- THE KALAPA COURT OF SHAMBHALA Arhivat în 5 august 2019, la Wayback Machine., Levekunst